# Casa Ravell de Fontenac
La Casa Ravell de Fontenac és una obra amb elements gòtics de Sant Martí Sarroca (Alt Penedès) protegida com a Bé Cultural d'Interès Local.

## Descripció
Masia composta de planta baixa, pis i golfes i coberta a dues aigües, amb portal d'arc de mig punt adovellat i finestra superior d'arc conopial i trencaaigües amb llinda. Edifici annex amb galeria d'arcades de mig punt a les golfes, que segurament era l'assecador del paper del molí. Masoveria i altres edificis agrícoles annexes.